# Lomatium grayi
Lomatium grayi ist eine Pflanzenart aus der Gattung Lomatium innerhalb der Familie der Doldenblütler (Apiaceae). Sie ist im westlichen Nordamerika verbreitet und wird dort englisch Gray's biscuitroot, Gray's lomatium, Gray's Desert Parsley, pungent desert parsley, Mountain desert parsley, Narrow-leaf lomatium; latítlatit in Sahaptin genannt. Seit der Bearbeitung des Lomatium grayi Komplex 2018, kommt Lomatium grayi s. str. nur noch in den US-Bundesstaaten Colorado, Idaho, Utah, Wyoming sowie New Mexico vor.

## Beschreibung

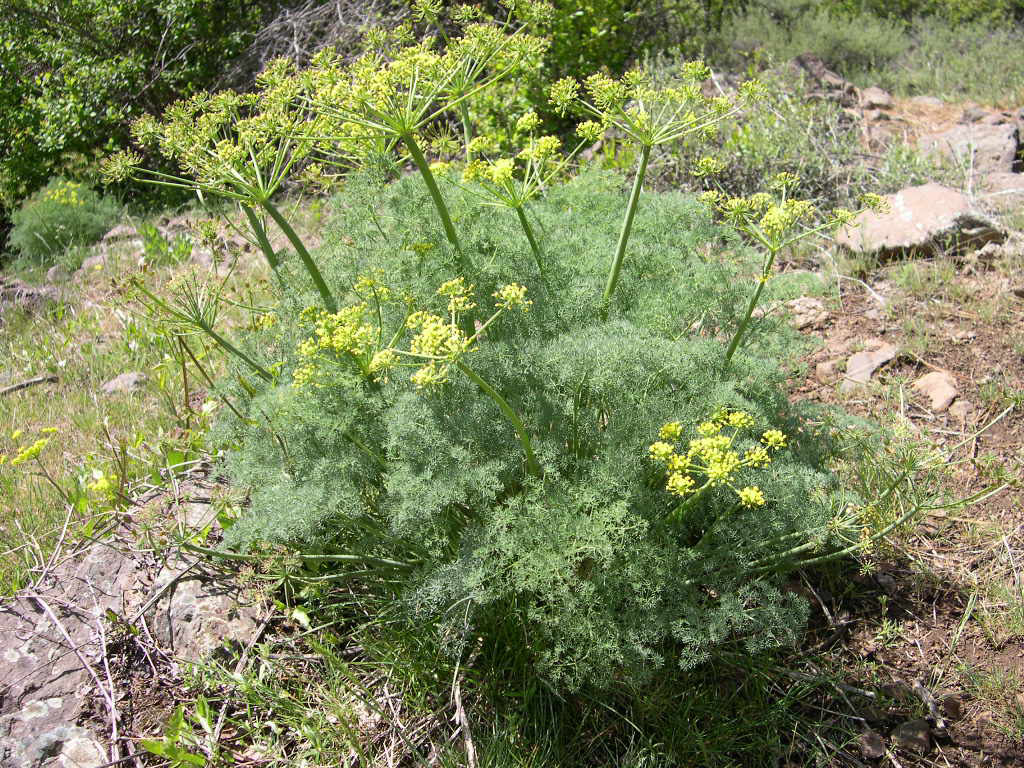
Habitus, Laubblätter und Blütenstände

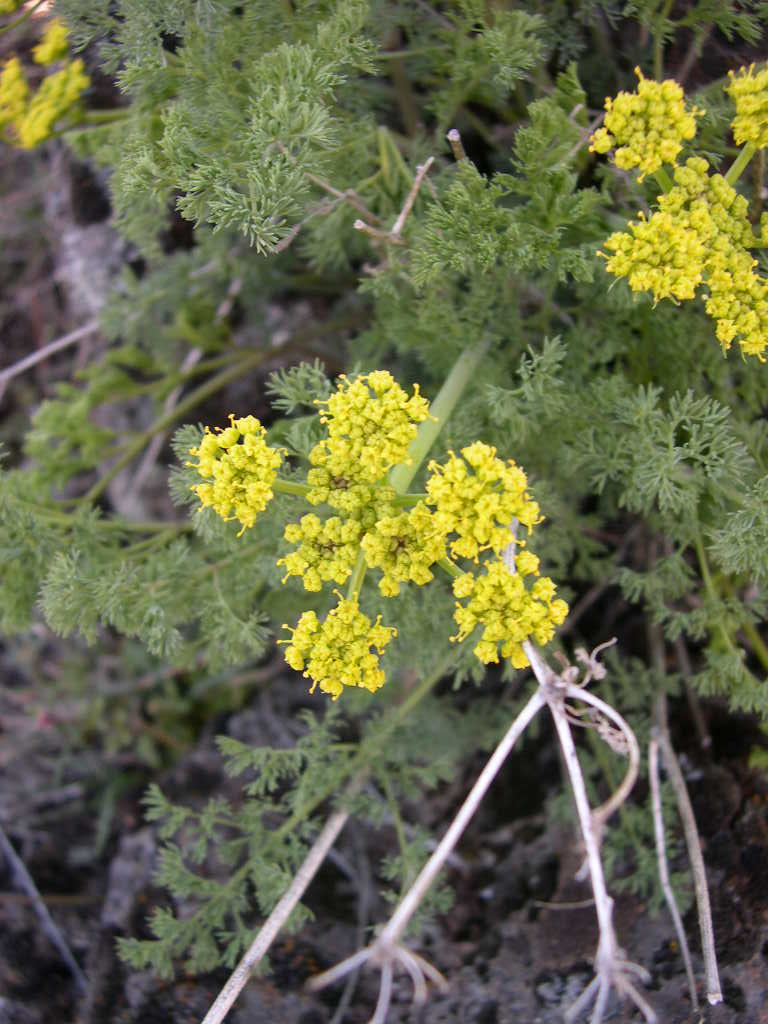
Laubblätter und doppeldoldiger Blütenstand

### Vegetative Merkmale
Lomatium grayi ist eine ausdauernde krautige Pflanze. Anders als andere Arten des Lomatium-Komplex erreicht sie nur Wuchshöhen von 8 bis 20 Zentimetern. Der Pflanze entströmt ein strenger, unangenehmer Geruch, wie schon einer ihrer englischsprachigen Trivialnamen, pungent desert parsley, (englisch pungent = beißend, scharf, stechend) nahelegt. Als Überdauerungsorgan wird eine lange, unregelmäßig verdickte Pfahlwurzel gebildet. Der Caudex ist einfach oder verzweigt. Der Caudex von Blattscheiden sowie Blattstielen der Vorjahre umgeben, die in Fasern verwittern, aber später nicht als Schuppen erhalten bleiben. Der Stängel ist kahl.
Die nur grundständigen, kahlen Laubblätter sind in Blattscheide, Blattstiel und Blattspreite gegliedert. Auf der ganzen Länge des 3,5 bis 10 Zentimeter langen Blattstiel ist die aufgebläht Blattscheide vorhanden. Die 10 bis 16 Zentimeter lange Blattspreite ist mehr oder weniger eiförmig im Umriss und fiederteilig. An der Blattrhachis sind auf jeder Seite fünf bis acht Blattfiedern vorhanden. Diese Blattfiedern sind fiederteilig. Diese Blattsegmente können einfach oder nochmals fiederteilig sein. Die Blattsegmente sind bei einer Länge von 1 bis 11 Millimetern fadenförmig bis linealisch mit spitzem oberen Ende.

### Generative Merkmale
Lomatium grayi blüht in Nordamerika von April bis Juli. Der Blütenstandsschaft ist 7,5 bis 22 Zentimeter lang. Der doppeldoldige Blütenstand besitzt 7 bis 22 aufsteigende bis ausgebreitet-aufsteigende, 2 bis 15 Zentimeter lange Strahlen. In jedem Döldchen sind 10 bis 40 Blüten enthalten. Es sind keine Hüllblätter vorhanden. Es sind Hüllchenblätter vorhanden. Die Blütenstiele sind 6 bis 16 Millimeter lang.
Die meist zwittrigen, relativ kleinen Blüten sind fünfzählig. Es ist kein Kelch vorhanden. Die fünf freien Kronblätter sind relativ breit und gelb. Es sind fünf Staubblätter vorhanden. Die Staubbeutel sind gelb oder ockerfarben. Der Fruchtknoten ist unterständig.
Die Fruchtstiele sind 2 bis 18 Millimeter lang. Die kahle Doppelachänen sind bei einer Länge von 5 bis 18 Millimetern länglich oder elliptisch. Die eigentliche Frucht ist 1,5 bis 5 Millimeter breit. Die Früchte besitzen einen Flügel. Der dünne Flügel ist 0,4 bis 2 Millimeter breit. Je Rippeninterval ist ein Ölgang vorhanden.

## Ökologie
Das Wachstum der oberirdischen Pflanzenteile ist langsam, da die jungen Pflanzenexemplare einen Großteil der Ressourcen in das Wachstum der Pfahlwurzel investieren. Sie wachsen über etwa sieben Jahre.
Die Pflanzenexemplare treiben im zeitigen Frühjahr aus, blühen rasch, setzen Samen an und gehen danach in eine sommerliche Ruhephase (Dormanz) über.
Einzelne Individuen blühen nicht in aufeinanderfolgenden Jahren.
Die Früchte reifen in Nordamerika im Juli und August. Ein Aussäen im Herbst und die anschließende Dormanz sind erforderlich, um die Diasporen in freier Wildbahn keimen zu lassen.
Lomatium grayi ist eine Futterpflanze für eine im Westen Nordamerikas vorkommende Unterart des Schwalbenschwanzes (Papilio machaon bairdi, englisch Baird's Swallowtail), sowie für die Schwalbenschwanz-Art Papilio zelicaon (englisch Anise Swallowtail). Nach Alexander et al. 2018 ist Lomatium grayi entgegen der anderen Arten des Lomatium grayi-Komplex keine Futterpflanze für Raupen der Schwalbenschwanz-Art Papilio indra (englisch Indra swallowtail).
Ogle und Brazee führen 2009 Lomatium grayi als begehrtes Frühjahrs- und Sommerfutter für Hausrind, Hausschaf, Hauspferd, Wapiti und andere Hirsch-Arten sowie Gabelbock an. Lomatium grayi ist eine der ersten Pflanzenarten, die nach der Schneeschmelze grüne Pflanzenteile entwickelt und blüht. Das macht sie bedeutsam für frühe Bestäuber wie solitärlebende Bienen-Arten und Fliegen-Arten sowie andere Insekten.

## Vorkommen und Schutz
Lomatium grayi ist im Westen der Vereinigten Staaten in der Region von der Ostseite der Kaskadenkette bis zu den Rocky Mountains verbreitet.
Lomatium grayi kommt in den westlichen USA in folgenden Regionen vor: Vom Osten der Kaskadenkette, weiter bis ins östliche und nördliche Idaho, südwestliche Wyoming, Utah und ins südwestliche Colorado.
Lomatium grayi ist in seinem Verbreitungsgebiet und auf den verschiedenen administrativen Ebenen unterschiedlich stark gefährdet. In New Mexico geht man von möglicherweise „vom Aussterben bedroht“ aus; in Wyoming ist Lomatium grayi „gefährdet“ (S3, englisch vulnerable), in Colorado, Idaho und Utah steht sie auf der Vorwarnliste (englisch reported).

## Systematik und verwandte Arten

### Taxonomie und botanische Geschichte
Die Erstbeschreibung erfolgte 1871 unter dem Namen Peucedanum millefolium durch Sereno Watson im Botanik Band des Werkes United States Geological Exploration of the Fortieth Parallel. Dieser Name wurde oft verwendet, bis er 1888 durch Peucedanum grayi J.M.Coult. & Rose ersetzt wurde durch John Merle Coulter und Joseph Nelson Rose. Peucedanum millefolium S.Watson war ungültig veröffentlicht, da die südafrikanischen Art Peucedanum millefolium (Eckl. & Zeyh.) Sond. bereits 1861 veröffentlicht wurde. Nach 1900 teilten Taxonomen die nordamerikanischen Arten der Familie Apiaceae in mehrere Gattungen auf und separierten diese von den eurasischen Arten. In ihrer Monographie stellten Coulter und Rose 1900 die nordamerikanischen Arten aus der Gattung Peucedanum in die Gattung Lomatium Raf., die 1819 aufgestellt wurde. Marcus Jones interpretierte 1908 Lomatium Raf. als Homonym der Gattung Lomatia R.Br. aus der Familie Proteaceae, die neun Jahre früher veröffentlicht wurde. Deshalb stellte er alle Lomatium-Arten in die Gattung Cogswellia Spreng. Jones beachtete die Prioritätsregeln nicht und veröffentlichte die Neukombination Cogswellia millefolia (S.Watson) M.E.Jones statt sich auf den durch Coulter und Rose ersetzten Namen zu beziehen. In der Neuauflage der Monographie 1909 erfolgte die notwendige Neukombination Cogswellia grayi (J.M.Coult. & Rose) J.M.Coult. & Rose durch Coulter und Rose. Basierend auf Artikel 57 des Vienna Code entscheidet James F. MacBride, dass Lomatium Raf. und Lomatia R.Br. keine Homonyme sind, da sie verschieden geschrieben werden. Diese Entscheidung übernimmt Mildred Mathias 1938 in ihrer Monographie mit Namen Lomatium grayi (J.M.Coult. & Rose) J.M.Coult. & Rose. So kam es zu den Synonymen. Es wurden zwei Subtaxa beschrieben, beide durch Marcus Jones. Beide sind seit 2018 Synonyme.

### Lomatium grayi-Komplex
Seit der Bearbeitung des Lomatium grayi-Komplex 2018 durch Alexander et al. gibt es eine neue Systematik für Lomatium grayi s. str. und die verwandten Arten.
Arten im Lomatium grayi-Komplex sind:
- Lomatium grayi (J.M.Coult. & Rose) J.M.Coult. & Rose s. str. (siehe oben)[5]
- Lomatium depauperatum (M.E.Jones) J.A.Alexander & W.Whaley (Syn.: Cogswellia millefolia var. depauperata M.E.Jones, Lomatium grayi var. depauperatum (M.E.Jones) Mathias): Sie hat seit 2018 den Rang einer Art. Sie kommt in Nevada nur in den Counties Elko sowie White Pine und in Utah in den Counties Beaver, Box Elder, Juab, Millard sowie Tooele vor.[5]
- Lomatium klickitatense J.A.Alexander & W.Whaley: Sie wurde 2018 erstbeschrieben. Sie kommt in Washington nur im Klickitat County und in Oregon nur im Hood River County sowie Wasco County vor. Sie ist im Komplex die Art mit der größten Wuchshöhe von 40 bis 150 Zentimetern.[5]
- Lomatium papilioniferum J.A.Alexander & W.Whaley (Syn.: Peucedanum grayi var. aberrans M.E.Jones): Sie wurde 2018 erstbeschrieben. Sie kommt im westlichen Nordamerika in der kanadischen Provinz British Columbia und in den US-Bundesstaaten Kalifornien (nur im Modoc County), Idaho, Nevada (nur im Elko County), Oregon sowie in Washington vor.

## Nutzung
Die unterirdischen Pflanzenteile können gekocht oder getrocknet und zu Mehl vermahlen werden; das Mehl kann mit Getreidemehl vermischt Suppen beigegeben werden. Auch die Samen sind essbar.